# Saison 1990-1991 de la LNH
Saison précédente Saison suivante
La saison 1990-1991 est la 74e saison régulière de la Ligue nationale de hockey (LNH), ligue de hockey sur glace d'Amérique du Nord. Vingt-et-une équipes jouent chacune 80 matchs lors de la saison régulière et à la fin de celle-ci, les Blackhawks de Chicago sont premiers au classement. Ils sont éliminés par les North Stars du Minnesota au premier tour des séries éliminatoires de la Coupe Stanley et ce sont les Penguins de Pittsburgh qui remportent le trophée 4 matchs à 2 contre les North Stars. Il s'agit de la première victoire de la Coupe Stanley pour l'équipe de la Pennsylvanie qui est emmenée par Mario Lemieux.

## Saison régulière

### Contexte
Le 26 octobre 1990, Wayne Gretzky devient le seul joueur de l'histoire de la LNH à dépasser les 2 000 points dans sa carrière dans la LNH. Le 6 décembre, la LNH annonce que pour la saison 1992-1993 deux nouvelles villes rejoindront la compétition : Ottawa et Tampa. Le 3 janvier 1991, Gretzky devient le septième joueur de l'histoire à dépasser les 700 buts.
À la fin de la saison régulière, cinq équipes se battent pour le titre de meilleure équipe de la saison. Les Bruins de Boston finissent premiers de la division Adams alors que deux des joueurs de l'équipe sont honorés par la LNH : Raymond Bourque remporte son quatrième trophée James-Norris du meilleur défenseur et est élu dans la première équipe d'étoiles alors que Cam Neely inscrit 51 buts et est sélectionné dans la seconde équipe d'étoiles.
Dans la division Smythe, deux équipes terminent avec cent points ou plus : les Flames de Calgary et les Kings de Los Angeles. L'équipe du Canada compte cent points avec Theoren Fleury et Al MacInnis finissant tous les deux avec plus de cent points. Les Kings finissent pour la première fois de leur histoire à la première place de leur division. L'équipe de la Californie est menée par le meilleur joueur de la LNH depuis le début des années 1980 : Wayne Gretzky ; ce dernier remporte le neuvième trophée Art-Ross de sa carrière en comptant cent-vingt-deux points dont quarante-et-un buts. Le capitaine des Kings remporte également le trophée Lady Byng en tant que joueur le plus fair-play de la saison.
Au sein de la division Norris deux autres équipes dépassent les cent points : les Blues de Saint-Louis et les Blackhawks de Chicago. Malgré la présence de Brett Hull, deuxième meilleur pointeur de la saison mais également désigné meilleur joueur de la saison, dans les rangs des Blues, ce sont les joueurs de Chicago qui terminent à la première place de toute la LNH avec cent-six points,. Brett Hull reçoit le trophée Hart vingt-cinq ans après son père Bobby Hull vainqueur en 1964-1965 et 1965-1966.
L'équipe de Chicago doit sa bonne saison à la présence dans ses buts du joueur recrue Ed Belfour qui remporte le trophée Vézina du meilleur gardien, le trophée Calder du meilleur joueur recrue et également le trophée William-M.-Jennings du gardien ayant concédé le moins de buts. La division Patrick est la moins bonne des quatre divisions avec les Penguins de Pittsburgh finissant en tête mais avec seulement quatre-vingt-huit points. Ces derniers subissent l'absence de leur capitaine Mario Lemieux qui manque plus de cinquante rencontres en raison d'une hernie discale puis de complications.

### Classements finaux
- * Les franchises qualifiées pour les séries éliminatoires sont indiquées dans des lignes de couleur.

#### Association Prince de Galles
| Clt   | Équipe                | PJ | V  | D  | N  | BP  | BC  | Pts |
| ----- | --------------------- | -- | -- | -- | -- | --- | --- | --- |
| +001, | Bruins de Boston      | 80 | 44 | 24 | 12 | 299 | 264 | 100 |
| +002, | Canadiens de Montréal | 80 | 39 | 30 | 11 | 273 | 249 | 89  |
| +003, | Sabres de Buffalo     | 80 | 31 | 30 | 19 | 292 | 278 | 81  |
| +004, | Whalers de Hartford   | 80 | 31 | 38 | 11 | 238 | 276 | 73  |
| +005, | Nordiques de Québec   | 80 | 16 | 50 | 14 | 236 | 354 | 46  |

| Clt   | Équipe                 | PJ | V  | D  | N  | BP  | BC  | Pts |
| ----- | ---------------------- | -- | -- | -- | -- | --- | --- | --- |
| +001, | Penguins de Pittsburgh | 80 | 41 | 33 | 6  | 342 | 305 | 88  |
| +002, | Rangers de New York    | 80 | 36 | 31 | 13 | 297 | 265 | 85  |
| +003, | Capitals de Washington | 80 | 37 | 36 | 7  | 258 | 258 | 81  |
| +004, | Devils du New Jersey   | 80 | 32 | 33 | 15 | 272 | 264 | 79  |
| +005, | Flyers de Philadelphie | 80 | 33 | 37 | 10 | 252 | 267 | 76  |
| +006, | Islanders de New York  | 80 | 25 | 45 | 10 | 223 | 290 | 60  |

#### Association Campbell
| Clt   | Équipe                   | PJ | V  | D  | N  | BP  | BC  | Pts |
| ----- | ------------------------ | -- | -- | -- | -- | --- | --- | --- |
| +001, | Blackhawks de Chicago    | 80 | 49 | 23 | 8  | 284 | 211 | 106 |
| +002, | Blues de Saint-Louis     | 80 | 47 | 22 | 11 | 310 | 250 | 105 |
| +003, | Red Wings de Détroit     | 80 | 34 | 38 | 8  | 273 | 298 | 76  |
| +004, | North Stars du Minnesota | 80 | 27 | 39 | 14 | 256 | 266 | 68  |
| +005, | Maple Leafs de Toronto   | 80 | 23 | 46 | 11 | 241 | 318 | 57  |

| Clt   | Équipe               | PJ | V  | D  | N  | BP  | BC  | Pts |
| ----- | -------------------- | -- | -- | -- | -- | --- | --- | --- |
| +001, | Kings de Los Angeles | 80 | 46 | 24 | 10 | 340 | 254 | 102 |
| +002, | Flames de Calgary    | 80 | 46 | 26 | 8  | 344 | 263 | 100 |
| +003, | Oilers d'Edmonton    | 80 | 37 | 37 | 6  | 272 | 272 | 80  |
| +004, | Canucks de Vancouver | 80 | 28 | 43 | 9  | 243 | 315 | 65  |
| +005, | Jets de Winnipeg     | 80 | 26 | 43 | 11 | 260 | 288 | 63  |

- Champion de la LNH
- Champion de division
- Qualifié pour les séries éliminatoires

### Meilleurs pointeurs

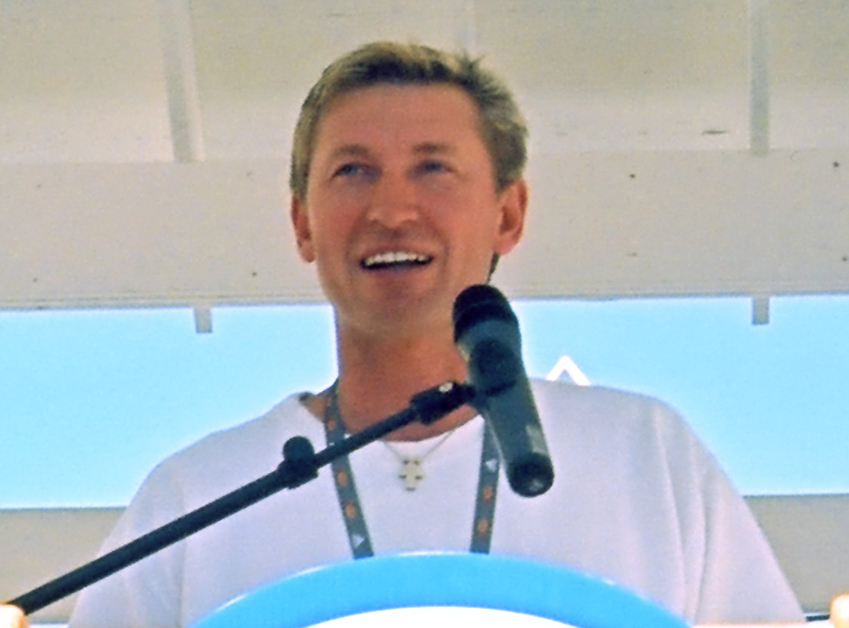
Wayne Gretzky est le meilleur pointeur de la saison.

- Wayne Gretzky remporte à la fin de la saison son neuvième et avant-dernier trophée Art-Ross en tant que meilleur pointeur de la LNH[8]. Il totalise cent-soixante-trois points soit trente-deux de plus que Brett Hull deuxième au classement et est le meilleur passeur avec cent-vingt-deux aides. Hull est le meilleur buteur de la saison avec quatre-vingt-six réalisations[7].

| Joueur         | Équipe                | PJ | B  | A   | Pts | Pun |
| -------------- | --------------------- | -- | -- | --- | --- | --- |
| Wayne Gretzky  | Los Angeles           | 78 | 41 | 122 | 163 | 16  |
| Brett Hull     | Saint-Louis           | 78 | 86 | 45  | 131 | 22  |
| Adam Oates     | Saint-Louis           | 61 | 25 | 90  | 115 | 29  |
| Mark Recchi    | Pittsburgh            | 78 | 40 | 73  | 113 | 48  |
| John Cullen    | Pittsburgh / Hartford | 78 | 39 | 71  | 110 | 101 |
| Joe Sakic      | Québec                | 80 | 48 | 61  | 109 | 24  |
| Steve Yzerman  | Détroit               | 80 | 51 | 57  | 108 | 34  |
| Theoren Fleury | Calgary               | 79 | 51 | 53  | 104 | 136 |
| Al MacInnis    | Calgary               | 78 | 28 | 75  | 103 | 90  |
| Steve Larmer   | Chicago               | 80 | 44 | 57  | 101 | 79  |

## Séries éliminatoires de la Coupe Stanley

### Arbre de qualification
|  | Quarts de finale d'association | Quarts de finale d'association | Quarts de finale d'association |   |             | Demi-finales d'association | Demi-finales d'association | Demi-finales d'association |  |    | Finales d'association | Finales d'association | Finales d'association |  |    | Finale de la Coupe Stanley | Finale de la Coupe Stanley | Finale de la Coupe Stanley |
|  |                                |                                |                                |   |             |                            |                            |                            |  |    |                       |                       |                       |  |    |                            |                            |                            |
|  | A1                             | Boston                         | 4                              |   |             |                            |                            |                            |  |    |                       |                       |                       |  |    |                            |                            |                            |
|  | A4                             | Hartford                       | 2                              |   |             |                            |                            |                            |  |    |                       |                       |                       |  |    |                            |                            |                            |
|  | A4                             | Hartford                       | 2                              |   | A1          | Boston                     | 4                          |                            |  |    |                       |                       |                       |  |    |                            |                            |                            |
|  |                                |                                |                                |   | A1          | Boston                     | 4                          |                            |  |    |                       |                       |                       |  |    |                            |                            |                            |
|  |                                | A2                             | Montréal                       | 3 |             |                            |                            |                            |  |    |                       |                       |                       |  |    |                            |                            |                            |
|  | A3                             | A2                             | Montréal                       | 3 | Buffalo     | 2                          |                            |                            |  |    |                       |                       |                       |  |    |                            |                            |                            |
|  | A3                             |                                |                                |   | Buffalo     | 2                          |                            |                            |  |    |                       |                       |                       |  |    |                            |                            |                            |
|  | A2                             | Montréal                       | 4                              |   |             |                            |                            |                            |  |    |                       |                       |                       |  |    |                            |                            |                            |
|  | A2                             | Montréal                       | 4                              |   |             |                            |                            |                            |  | A1 | Boston                | 2                     |                       |  |    |                            |                            |                            |
|  | Association Prince de Galles   |                                |                                |   |             |                            |                            |                            |  | A1 | Boston                | 2                     |                       |  |    |                            |                            |                            |
|  |                                | P1                             | Pittsburgh                     | 4 |             |                            |                            |                            |  |    |                       |                       |                       |  |    |                            |                            |                            |
|  | P1                             | P1                             | Pittsburgh                     | 4 | Pittsburgh  | 4                          |                            |                            |  |    |                       |                       |                       |  |    |                            |                            |                            |
|  | P1                             |                                |                                |   | Pittsburgh  | 4                          |                            |                            |  |    |                       |                       |                       |  |    |                            |                            |                            |
|  | P4                             | New Jersey                     | 3                              |   |             |                            |                            |                            |  |    |                       |                       |                       |  |    |                            |                            |                            |
|  | P4                             | New Jersey                     | 3                              |   | P1          | Pittsburgh                 | 4                          |                            |  |    |                       |                       |                       |  |    |                            |                            |                            |
|  |                                |                                |                                |   | P1          | Pittsburgh                 | 4                          |                            |  |    |                       |                       |                       |  |    |                            |                            |                            |
|  |                                | P3                             | Washington                     | 1 |             |                            |                            |                            |  |    |                       |                       |                       |  |    |                            |                            |                            |
|  | P3                             | P3                             | Washington                     | 1 | Washington  | 4                          |                            |                            |  |    |                       |                       |                       |  |    |                            |                            |                            |
|  | P3                             |                                |                                |   | Washington  | 4                          |                            |                            |  |    |                       |                       |                       |  |    |                            |                            |                            |
|  | P2                             | NY Rangers                     | 2                              |   |             |                            |                            |                            |  |    |                       |                       |                       |  |    |                            |                            |                            |
|  | P2                             | NY Rangers                     | 2                              |   |             |                            |                            |                            |  |    |                       |                       |                       |  | P1 | Pittsburgh                 | 4                          |                            |
|  |                                |                                |                                |   |             |                            |                            |                            |  |    |                       |                       |                       |  | P1 | Pittsburgh                 | 4                          |                            |
|  |                                | N4                             | Minnesota                      | 2 |             |                            |                            |                            |  |    |                       |                       |                       |  |    |                            |                            |                            |
|  | N1                             | N4                             | Minnesota                      | 2 | Chicago     | 2                          |                            |                            |  |    |                       |                       |                       |  |    |                            |                            |                            |
|  | N1                             |                                |                                |   | Chicago     | 2                          |                            |                            |  |    |                       |                       |                       |  |    |                            |                            |                            |
|  | N4                             | Minnesota                      | 4                              |   |             |                            |                            |                            |  |    |                       |                       |                       |  |    |                            |                            |                            |
|  | N4                             | Minnesota                      | 4                              |   | N4          | Minnesota                  | 4                          |                            |  |    |                       |                       |                       |  |    |                            |                            |                            |
|  |                                |                                |                                |   | N4          | Minnesota                  | 4                          |                            |  |    |                       |                       |                       |  |    |                            |                            |                            |
|  |                                | N2                             | Saint-Louis                    | 2 |             |                            |                            |                            |  |    |                       |                       |                       |  |    |                            |                            |                            |
|  | N3                             | N2                             | Saint-Louis                    | 2 | Détroit     | 3                          |                            |                            |  |    |                       |                       |                       |  |    |                            |                            |                            |
|  | N3                             |                                |                                |   | Détroit     | 3                          |                            |                            |  |    |                       |                       |                       |  |    |                            |                            |                            |
|  | N2                             | Saint-Louis                    | 4                              |   |             |                            |                            |                            |  |    |                       |                       |                       |  |    |                            |                            |                            |
|  | N2                             | Saint-Louis                    | 4                              |   |             |                            |                            |                            |  | N4 | Minnesota             | 4                     |                       |  |    |                            |                            |                            |
|  | Association Campbell           |                                |                                |   |             |                            |                            |                            |  | N4 | Minnesota             | 4                     |                       |  |    |                            |                            |                            |
|  |                                | S3                             | Edmonton                       | 1 |             |                            |                            |                            |  |    |                       |                       |                       |  |    |                            |                            |                            |
|  | S1                             | S3                             | Edmonton                       | 1 | Los Angeles | 4                          |                            |                            |  |    |                       |                       |                       |  |    |                            |                            |                            |
|  | S1                             |                                |                                |   | Los Angeles | 4                          |                            |                            |  |    |                       |                       |                       |  |    |                            |                            |                            |
|  | S4                             | Vancouver                      | 2                              |   |             |                            |                            |                            |  |    |                       |                       |                       |  |    |                            |                            |                            |
|  | S4                             | Vancouver                      | 2                              |   | S1          | Los Angeles                | 2                          |                            |  |    |                       |                       |                       |  |    |                            |                            |                            |
|  |                                |                                |                                |   | S1          | Los Angeles                | 2                          |                            |  |    |                       |                       |                       |  |    |                            |                            |                            |
|  |                                | S3                             | Edmonton                       | 4 |             |                            |                            |                            |  |    |                       |                       |                       |  |    |                            |                            |                            |
|  | S3                             | S3                             | Edmonton                       | 4 | Edmonton    | 4                          |                            |                            |  |    |                       |                       |                       |  |    |                            |                            |                            |
|  | S3                             |                                |                                |   | Edmonton    | 4                          |                            |                            |  |    |                       |                       |                       |  |    |                            |                            |                            |
|  | S2                             | Calgary                        | 3                              |   |             |                            |                            |                            |  |    |                       |                       |                       |  |    |                            |                            |                            |

### Finale de la Coupe Stanley
Pour la finale de la Coupe Stanley, les Penguins rencontrent les North Stars et depuis 1982 ; il s'agit de la première finale de la Coupe sans aucune équipe de l'Alberta – les Oilers ou les Flames de Calgary – et elle oppose les deuxièmes de l'association Prince de Galles à l'équipe classée septième dans l'association Campbell.
Au cours du deuxième match de la série, Mario Lemieux inscrit un des plus beaux buts de sa carrière : lancé par Phil Bourque, Lemieux se défait de Shawn Chambers en lui passant le palet du revers de la crosse entre les jambes puis fonce à toute vitesse sur le gardien des North Stars, Jon Casey. Feintant sur la gauche du gardien, Lemieux fait passer le palet de l'intérieur de sa crosse à l'extérieur pour finir sa course en glissade et inscrire le but sur la droite de Casey,.
Finalement, les Penguins soulèvent leur première Coupe Stanley en remportant le sixième match 8-0 et terminant par un blanchissage de Tom Barrasso. Le score de 8-0 est le score le plus élevé pour un match de la finale depuis le 23-2 infligé par les Silver Seven d'Ottawa aux Nuggets de Dawson City lors de la finale de 1905. Lemieux devient le premier joueur des Penguins à remporter le trophée Conn-Smythe, titre du meilleur joueur des séries.
| 15 mai | Pittsburgh | 4-5 (1-2, 2-2, 1-1) | Minnesota | Pittsburgh Civic Arena |

| Feuille de match | Feuille de match | Feuille de match                    | Feuille de match | Feuille de match |
| ---------------- | --- | ----------------------------------- | --- | ---------------- |
|                  | Samuelsson (Francis) – 3 min 45 s Lemieux (Francis) (IN) – 23 min 54 s S. Young (Murphy – Jágr) (SN) – 27 min 43 s Mullen (Jágr) – 50 min 35 s | 1-0 1-1 1-2 2-2 2-3 3-3 3-4 3-5 4-5 | 6 min 32 s – Broten 9 min 49 s – Dahlen (Smith – Chambers) 26 min 53 s – Bureau (Gavin) (IN) 37 min 1 s – Broten (Modano) 41 min 39 s – Smith (Dahlen) |                  |
| T. Barrasso      | Gardiens | J. Casey                            | |                  |
|                  | |                                     | |                  |
|                  | |                                     | |                  |

| 17 mai | Pittsburgh | 4-1 | Minnesota | Pittsburgh Civic Arena |

| Feuille de match | Feuille de match | Feuille de match | Feuille de match                             | Feuille de match |
| ---------------- | --- | ---------------- | -------------------------------------------- | ---------------- |
|                  | Errey (Taglianetti) (IN) – 14 min 26 s Stevens (Lemieux – Murphy) (SN) – 19 min 10 s Lemieux (Bourque) – 35 min 4 s Stevens (Mullen – Murphy) – 36 min 32 s |                  | 20 min 55 s – Modano (Chambers – Casey) (SN) |                  |
| T. Barrasso      | Gardiens | J. Casey         |                                              |                  |
|                  | |                  |                                              |                  |
|                  | |                  |                                              |                  |

| 19 mai | Minnesota | 3-1 | Pittsburgh | Met Center |

| Feuille de match | Feuille de match | Feuille de match | Feuille de match                       | Feuille de match |
| ---------------- | --- | ---------------- | -------------------------------------- | ---------------- |
|                  | Gagner (Modano – Johnson) – 27 min 21 s Smith (Bellows – Dahlquist) – 27 min 54 s Duchesne (Gavin – Borten) – 42 min 1 s |                  | 41 min 23 s – Bourque (Jágr– Trottier) |                  |
| J. Casey         | Gardiens | T. Barrasso      |                                        |                  |
|                  | |                  |                                        |                  |
|                  | |                  |                                        |                  |

| 21 mai | Minnesota | 3-5 | Pittsburgh | Met Center |

| Feuille de match | Feuille de match                                                                                           | Feuille de match | Feuille de match | Feuille de match |
| ---------------- | --- | ---------------- | --- | ---------------- |
|                  | Gagner (Bellows – Dahlen) – 18 min 22 s Propp (Gagner) – 33 min 10 s Modano (Propp – Gagner) – 38 min 25 s |                  | 0 min 58 s – Stevens 2 min 36 s – Francis (Stevens – Mullen) 2 min 58 s – Lemieux (Recchi – Murphy) 29 min 55 s – Trottier (Errey – Jágr) 59 min 54 s – Bourque (Mullen – Lemieux) |                  |
| J. Casey         | Gardiens                                                                                                   | T. Barrasso      | |                  |
|                  | |                  | |                  |
|                  | |                  | |                  |

| 23 mai | Pittsburgh | 6-4 | Minnesota | Pittsburgh Civic Arena |

| Feuille de match             | Feuille de match                                             | Feuille de match      | Feuille de match          | Feuille de match |
| ---------------------------- | ------------------------------------------------------------ | --------------------- | ------------------------- | ---------------- |
|                              | Lemieux (SN) – 5 min 36 s Stevens Recchi Loney – 58 min 21 s |                       | Broten (IN) Gagner Gagner |                  |
| T. Barrasso — F. Pietrangelo | Gardiens                                                     | J. Casey — B. Hayward |                           |                  |
|                              |                                                              |                       |                           |                  |
|                              |                                                              |                       |                           |                  |

| 25 mai | Minnesota | 0-8 (0-3, 0-3, 0-2) | Pittsburgh | Met Center |

| Feuille de match                 | Feuille de match | Feuille de match                | Feuille de match | Feuille de match |
| -------------------------------- | ---------------- | ------------------------------- | --- | ---------------- |
|                                  |                  | 0-1 0-2 0-3 0-4 0-5 0-6 0-7 0-8 | 2 min 0 s – Samuelsson(Taglianetti - Trottier) (SN) 12 min 19 s – Lemieux (Murphy) 13 min 14 s – Mullen (Stevens – Taglianetti) 33 min 15 s – Errey (Jágr – Lemieux) 34 min 28 s – Francis (Mullen) 38 min 44 s – Mullen (Stevens – Samuelsson) 41 min 19 s – Paek (Lemieux) 53 min 45 s – Murphy (Lemieux) |                  |
| J. Casey — B. Hayward — J. Casey | Gardiens         | Tom Barrasso                    | |                  |
| 23 min                           | Pénalités        | 14 min                          | |                  |
| 39                               | Tirs             | 28                              | |                  |

## Récompenses

### Trophées
| Trophée                                                                                   | Vainqueur                                                          | Équipe                                 |
| ----------------------------------------------------------------------------------------- | ------------------------------------------------------------------ | -------------------------------------- |
| Trophée Calder Meilleur joueur recrue                                                     | Ed Belfour                                                         | Blackhawks de Chicago                  |
| Trophée Lester-B.-Pearson Meilleur joueur selon les joueurs                               | Brett Hull                                                         | Blues de Saint-Louis                   |
| Trophée Art-Ross Meilleur pointeur de la saison                                           | Wayne Gretzky (163 points)                                         | Kings de Los Angeles                   |
| Trophée Hart Meilleur joueur selon les journalistes                                       | Brett Hull                                                         | Blues de Saint-Louis                   |
| Trophée Conn-Smythe Meilleur joueur des séries                                            | Mario Lemieux                                                      | Penguins de Pittsburgh                 |
| Trophée Bill-Masterton Joueur avec le plus de qualités de persévérance et esprit d'équipe | Dave Taylor                                                        | Kings de Los Angeles                   |
| Trophée Frank-J.-Selke Meilleur attaquant défensif                                        | Dirk Graham                                                        | Blackhawks de Chicago                  |
| Trophée Jack-Adams Meilleur entraîneur                                                    | Brian Sutter                                                       | Blues de Saint-Louis                   |
| Trophée James-Norris Meilleur défenseur                                                   | Raymond Bourque                                                    | Bruins de Boston                       |
| Trophée King-Clancy Contribution à la communauté                                          | Dave Taylor                                                        | Kings de Los Angeles                   |
| Trophée Lady Byng Joueur le plus fairplay                                                 | Wayne Gretzky                                                      | Kings de Los Angeles                   |
| Trophée Lester-Patrick Services rendus au monde du hockey                                 | Rod Gilbert et Mike Ilitch                                         | Rod Gilbert et Mike Ilitch             |
| Trophée Vézina Meilleur gardien de but                                                    | Ed Belfour                                                         | Blackhawks de Chicago                  |
| Trophée William-M.-Jennings Gardiens de l'équipe ayant accordé le moins de but            | Ed Belfour (211 buts accordés par l'équipe, dont 170 pour Belfour) | Blackhawks de Chicago                  |
| Trophée plus-moins de la LNH Joueurs avec le différentiel +/- le plus important           | Marty McSorley Theoren Fleury                                      | Kings de Los Angeles Flames de Calgary |

| Trophée                                                                          | Équipe                   |                       |
| -------------------------------------------------------------------------------- | ------------------------ | --------------------- |
| Trophée des présidents Équipe de la saison régulière avec le plus de points      | Blackhawks de Chicago    | Blackhawks de Chicago |
| Trophée Clarence-S.-Campbell Vainqueur de la finale de l'association du même nom | North Stars du Minnesota |                       |
| Trophée Prince de Galles Vainqueur de la finale de l'association du même nom     | Penguins de Pittsburgh   |                       |
| Coupe Stanley Vainqueur des séries                                               | Penguins de Pittsburgh   |                       |

### Équipes d'étoiles

#### Première et deuxième équipe
| Position       | Première équipe | Première équipe       | Deuxième équipe | Deuxième équipe        |
| Position       | Joueur          | Équipe                | Joueur          | Équipe                 |
| -------------- | --------------- | --------------------- | --------------- | ---------------------- |
| Gardien de but | Ed Belfour      | Blackhawks de Chicago | Patrick Roy     | Canadiens de Montréal  |
| Défenseur      | Raymond Bourque | Bruins de Boston      | Chris Chelios   | Blackhawks de Chicago  |
| Défenseur      | Al MacInnis     | Flames de Calgary     | Brian Leetch    | Rangers de New York    |
| Ailier gauche  | Luc Robitaille  | Kings de Los Angeles  | Kevin Stevens   | Penguins de Pittsburgh |
| Centre         | Wayne Gretzky   | Kings de Los Angeles  | Adam Oates      | Blues de Saint-Louis   |
| Ailier droit   | Brett Hull      | Blues de Saint-Louis  | Cam Neely       | Bruins de Boston       |

#### Équipe des recrues
| Position       | Joueur           | Équipe                 |
| -------------- | ---------------- | ---------------------- |
| Gardien de but | Ed Belfour       | Blackhawks de Chicago  |
| Défenseur      | Rob Blake        | Kings de Los Angeles   |
| Défenseur      | Eric Weinrich    | Devils du New Jersey   |
| Ailier gauche  | Sergueï Fiodorov | Red Wings de Détroit   |
| Centre         | Ken Hodge Jr.    | Bruins de Boston       |
| Ailier droit   | Jaromír Jágr     | Penguins de Pittsburgh |